# 임고석
임고석(1960년 2월 18일 ~ )은 대한민국의 전직 축구 선수 출신 축구 감독이다. 현역 시절 포지션은 공격수였다.

## 선수 경력
임고석은 1983시즌을 앞두고 대우 로얄즈에 입단했다. 1984년 4월 7일 국민은행 축구단과의 경기에서 K리그 데뷔골을 기록했다.
1987시즌을 앞두고 현대 호랑이에 입단했다.
1989시즌을 앞두고 유공 코끼리에 입단했다.

## 지도자 경력
은퇴 이후 성균관대학교의 지휘봉을 잡았다.
2003년 내셔널리그에 새로 참여하는 수원시청 축구단의 코치로 합류했다.